# Salterio Chludov

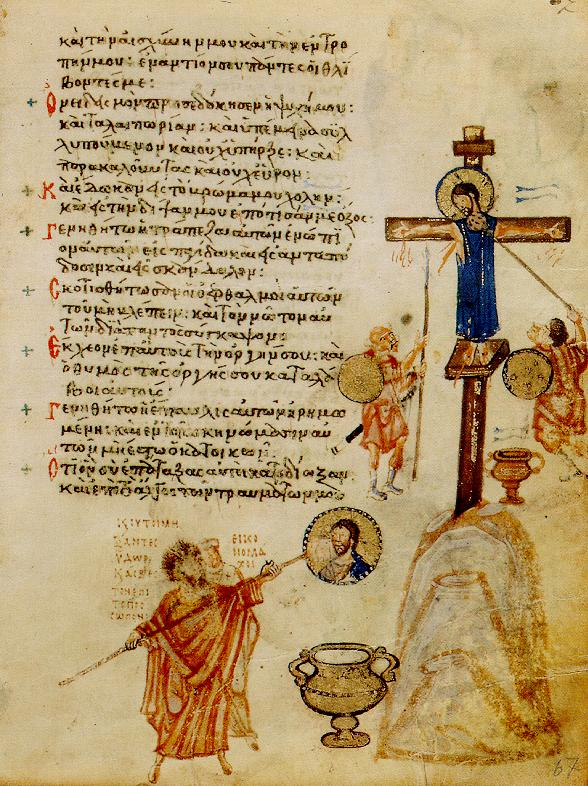
El miniaturista ilustra el verso "Y por comida me dieron hiel, y para mi sed me dieron a beber vinagre." (Salmos 69:21, que concuerda con el pasaje evangélico Mateo 27:34: "Le dieron a beber vino mezclado con hiel; pero después de probarlo, no lo quiso beber") con una representación de la escena de la Crucifixión en la que un soldado ofrece a Cristo vinagre en una esponja (en la punta de una caña -Mateo 27:48- o rama de hisopo -Juan 19:29,30-). Bajo ellos, se representa a Juan el Gramático, el último patriarca iconoclasta (Juan VII de Constantinopla), destruyendo una imagen de Cristo con un gesto similar. La figura está caricaturizada, como en otras ilustraciones del mismo salterio, con el pelo desordenado, lo que en la época se consideraba ridículo.

El Salterio Jlúdov (en ruso: Хлу́довская псалты́рь; Moscú, Hist. Mus. MS. D.129) es la denominación historiográfica de un manuscrito iluminado que contiene un salterio de los denominados "marginales"; cuya realización se ha datado a mediados del siglo IX en Constantinopla. Es una muestra excepcional del arte bizantino; que en la época sufrió las vicisitudes de la iconoclasia, lo que explica que únicamente han sobrevivido tres libros semejantes. Puede observarse, en el estado de muchas de sus páginas, la evidencia de su uso continuado a lo largo de los siglos.
Según la tradición, la realización de las ilustraciones debió hacerse clandestinamente. Muchas de ellas contienen una referencia directa a los iconoclastas, a los que representan de forma negativa. Muchos de las imágenes se explican por escrito mediante textos conectados por pequeñas flechas. El estilo, polémico, es muy inusual, prueba de las furiosas pasiones que desató la iconoclasia.   
Sus medidas son de 195 mm por 150 mm y contiene 169 folios. Los márgenes exteriores de las páginas se suelen reservar en blanco para poder acoger ilustraciones. El texto y los títulos están escritos en letra uncial, pero buena parte se reescribió en minúscula cruda tres siglos después.
El contenido literario son los Salmos (en la versión de la Biblia Septuaginta) y las respuestas que deben cantarse durante su recitación, siguiendo la liturgia de la iglesia imperial de Constantinopla (Santa Sofía).
Nikodim Kondakov propuso como hipótesis que el salterio se confeccionó en el monasterio de Studion de Constantinopla. Otros eruditos creen que las respuestas litúrgicas que contiene sólo se usaban en Santa Sofía, por lo que sería más bien producto de los talleres imperiales de Constantinopla, poco tiempo posterior a la restauración iconódula de 843. 
Se conservó en el Monte Athos hasta 1847, cuando un erudito ruso lo llevó consigo a Moscú. Allí fue adquirido por Alekséi Jlúdov (transcrito en inglés como Aleksey Khludov), cuyo nombre es por el que el manuscrito es conocido en la actualidad. De Jlúdov pasó al Monasterio Nikolski de los viejos creyentes y de éste al Museo Estatal de Historia (Moscú).

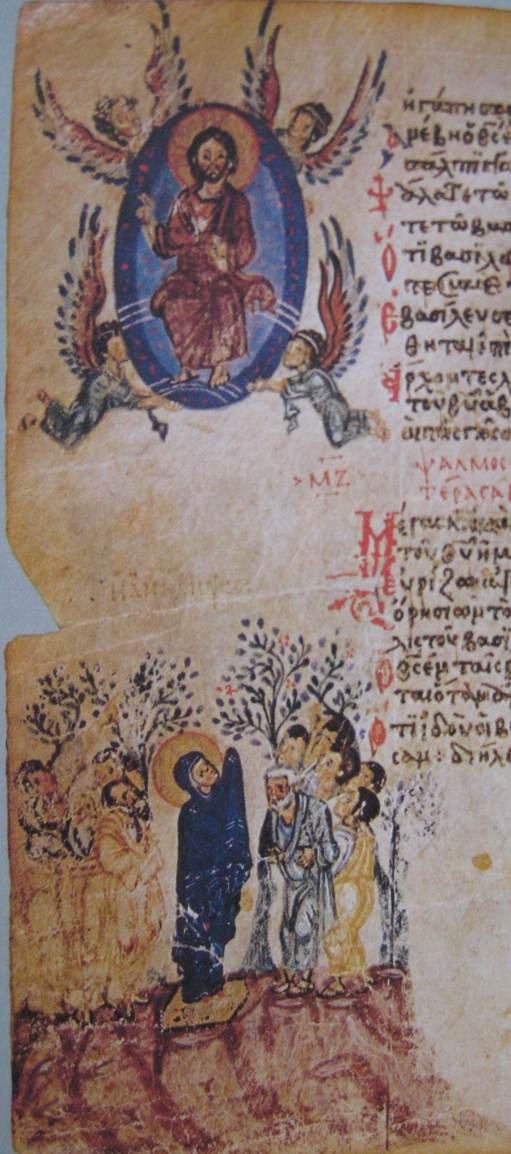
Ascensión de Cristo
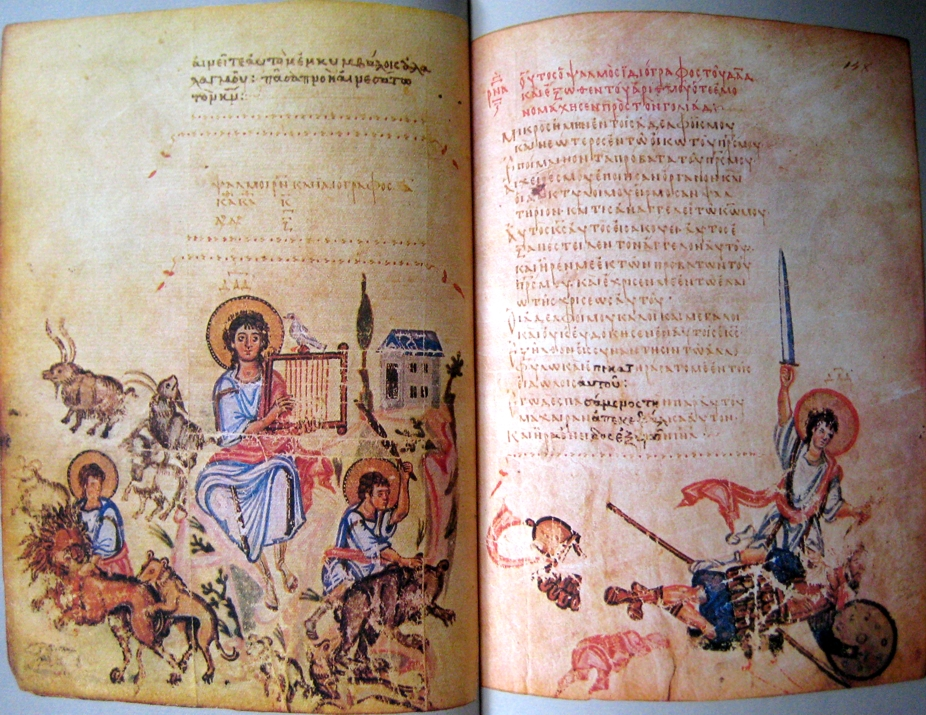
David
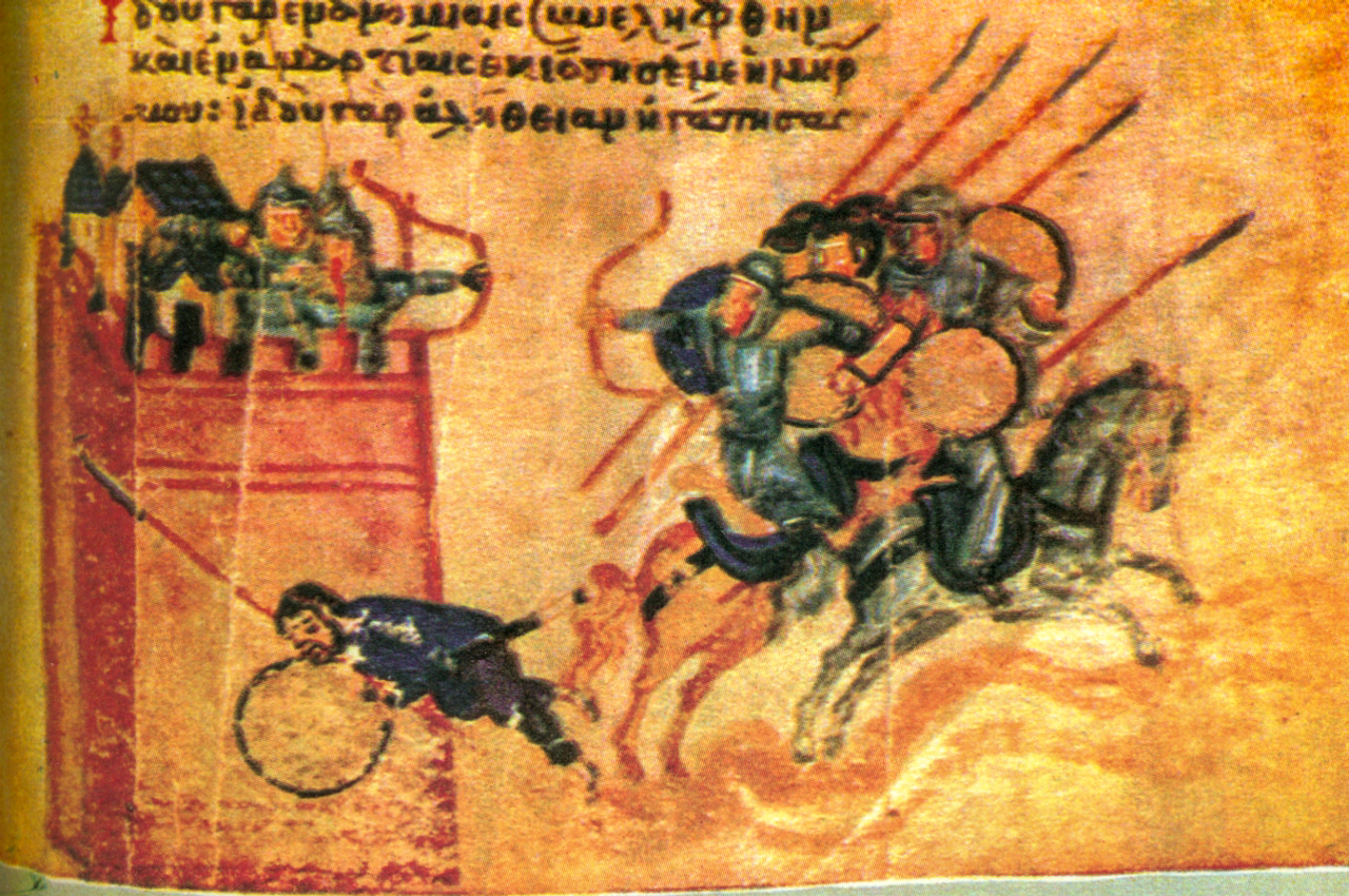
Representación de una batalla.